# Asemum amurense
Asemum amurense är en skalbaggsart som beskrevs av Ernst Gustav Kraatz 1879. Asemum amurense ingår i släktet Asemum och familjen långhorningar. Inga underarter finns listade.